# Akodon neocenus
Espèce
Statut de conservation UICN

 DD  : Données insuffisantes
Akodon neocenus est un rongeur appartenant à la famille des Cricétidés que l'on rencontre uniquement en Argentine.